# Kei Kumai

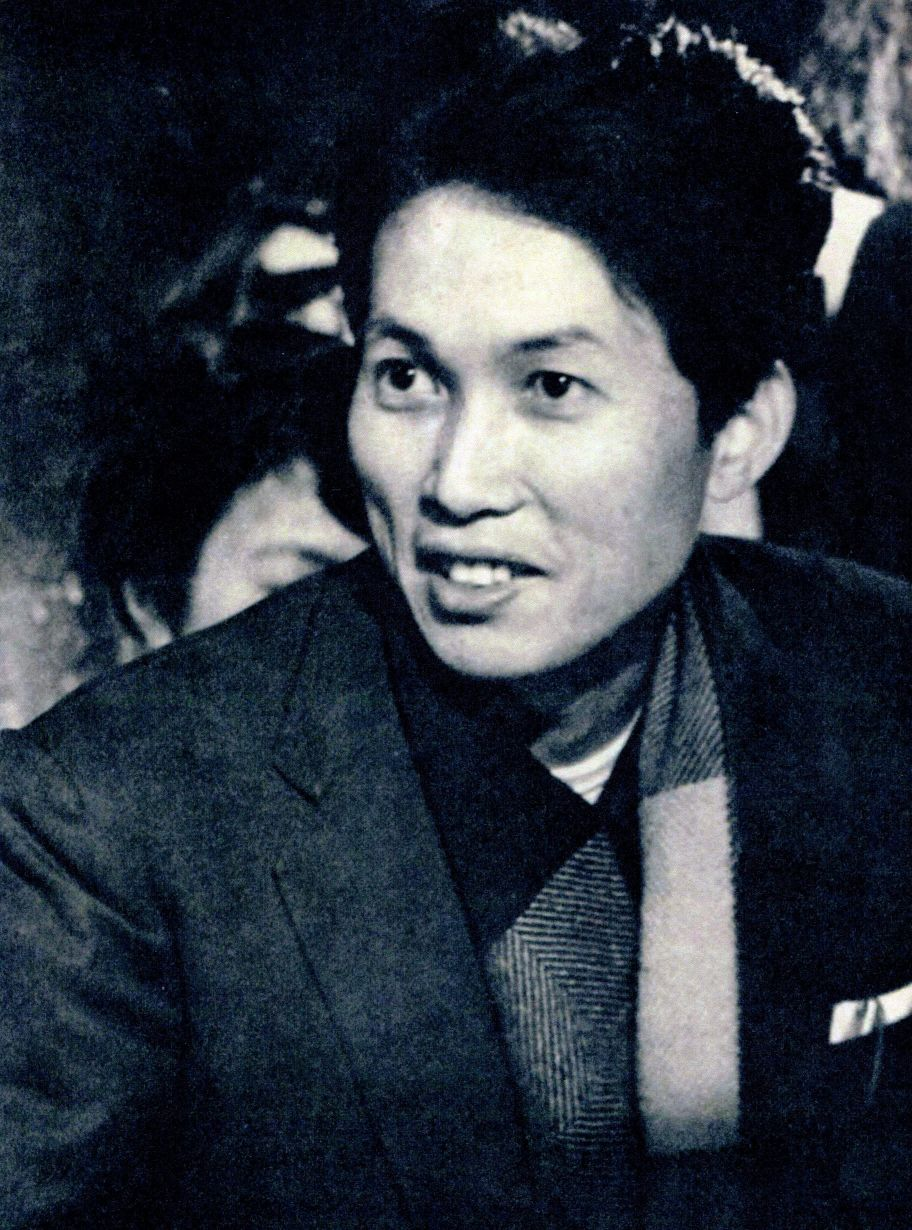
Kei Kumai

Kei Kumai (Nagano, 1 juni 1930 – Tokio, 23 mei 2007) was een Japanse filmregisseur.
Kei Kumai verwierf in de jaren zeventig bekendheid met zijn auteursfilms, al dateert zijn meesterwerk, Sen no Rikyu (Dood van een Theemeester), uit 1989.
Kei Kumai raakte in 1974 internationaal bekend met Sandakan hachibanshokan bohkyo (Bordeel nummer 8), een portret van een prostituee op Borneo. In Kita no Misaki uit 1975 speelde de in 2006 overleden Franse Truffaut-actrice Claude Jade een Zwitserse non die tijdens een bootreis van Marseille naar Yokohama verliefd wordt op een Japans ingenieur.
Dood van een theemeester, over de zelfmoord van Sen-no-Rikyu, won in 1989 de Zilveren Leeuw op het filmfestival van Venetië. Ook zijn laatste film, Umi wa miteita (The Sea is Watching), werd goed ontvangen, niet in het minst omdat de prent over de liefdesavonturen van een prostituee gebaseerd is op een scenario van grootmeester Akira Kurosawa.
- Biblioteca Nacional de España: XX1696411
- Bibliothèque nationale de France: cb14111750t (data)
- CiNii: DA09882430
- Gemeinsame Normdatei: 130306924
- International Standard Name Identifier: 0000 0001 1466 3110
- Library of Congress Control Number: n85032872
- Bibliotheek van het Japanse parlement: 00145219
- Nationale Bibliotheek van Tsjechië: xx0201105
- Nationale Bibliotheek van Israël: 987010820223905171
- Nederlandse Thesaurus van Auteursnamen: 266607713
- SNAC: w69t5cjh
- Système universitaire de documentation: 18610099X
- Virtual International Authority File: 3576740
- WorldCat: E39PBJgXcD3WBgYFXcr7dC4g8C